# Guy Aubert de Trégomain
Guy Marie Eloy Aubert de Trégomain, né le 15 décembre 1774 à Montauban-de-Bretagne et mort le 6 décembre 1860 à Rennes, est un militaire et homme politique français.

## Biographie
Il combat les troupes républicaines durant la chouannerie, puis fut député d'Ille-et-Vilaine sous la Restauration, il fut cependant assez apprécié des libéraux. Il siège à droite entre 1822 et 1823, puis au centre de 1824 à 1827. Il est membre du conseil des haras en 1824.
Il participe à l'insurrection légitimiste de 1832 et est commandant du 1er corps d'armée (Ille-et-Vilaine) de la 2e armée (rive droite de la Loire) au sein de l'Armée catholique et royale. Le combat le plus connu en Ille-et-Vilaine est le combat de Toucheneau dans le pays de Vitré.

## Regards contemporains
« Ce député a des mœurs fort douces ; sa figure exprime la plus grande bonté, et il est d'une rare obligeance envers ses commettants, aussi est-il généralement estimé et aimé de tous ceux qui l'approchent »